# Refinansowanie
Refinansowanie – operacja pieniężna polegająca na pozyskaniu zewnętrznych źródeł finansowania w celu zastąpienia środków własnych, które zostały wydatkowane na jakiś cel. W rezultacie pierwotnie wydatkowane środki pieniężne mogą być ponownie wykorzystane do finansowania działalności danego podmiotu. W gospodarce rynkowej największą skalę i znaczenie mają operacje refinansowania przeprowadzane w ramach systemu bankowego.
Specyficznym typem refinansowania są operacje refinansujące udostępniane przez banki centralne – w ich wyniku banki komercyjne pozyskują od instytucji emisyjnej płynne środki, które mogą następnie służyć m.in. finansowaniu akcji kredytowej banków.